# 龍真
龍真（りゅうしん、1995年〈平成7年〉4月19日 - ）は、日本の俳優、モデル。
長崎県佐世保市出身。G-STAR.PRO所属。

## 来歴
- 2020年7月1日、G-STAR PROに所属。

## 人物
- 兄は俳優の栄信。
- 特技は空手（九州5位、インターハイ、全国選抜大会出場）、英語（留学４年）、殺陣
- 苦手なものは幽霊、ホラー。
- 趣味は映画鑑賞、サッカー観戦、 ランニング、ゲーム（エーペックスレジェンズ、EFootball）

## 出演

### 映画
2023年 山本透監督「有り、触れた、未来」- （2023年3月10日公開） 劇団員：本堂大地役
2023年 横尾初喜監督「こん、こん。」- （2023年6月9日公開）優斗役
2023年 山岸謙太郎監督 短編「イミテーション・ヤクザ」- （2023年6月23日公開）タケル役
2022年 板橋基之監督「Bridal, my song」（2022年9月30日公開）- ウェディングプランナー役
2022年 佐藤信介監督「KINGDOMⅡ 遙かなる大地へ」- （2022年7月15日、東宝 / ソニー・ピクチャーズエンタテインメント）
2022年 熊坂出監督「恋い焦れ歌え」- 出演 (2022年5月27日公開)- 若者役
2021年 佛田洋監督「スーパー戦闘　純烈ジャー」- （2021年9月10日、東映ビデオ） ジャワー役　
2021年 鈴木雅之監督「マスカレードナイト」- (2021年9月17日公開、東宝) ドアマン役
2021年 DIVOC-12 志自岐希生監督作品短編映画「流民- 」(2021年10月1日公開) 高校生役
2021年 水落豊監督　短編映画「Mistake」- (2021年6月13日公開)- ボディダブル

### 舞台
- 犬も食わない 脚本演出　木下半太（2022年、シアター711） - 福盛役

### ドラマ
- 完全に詰んだイチ子はもうカリスマになるしかないの（2022年） - 第8話 記者 役
- ナンバMG5（2022年） - 出演(アクションクルー)

### ミュージック・ビデオ
- いきものがかり「星屑の子」（2021年）